# 클로이 자오
클로이 자오(영어: Chloé Zhao, 1982년 3월 31일 ~ )는 중국의 영화 감독으로, 주로 미국을 중심으로 활동하고 있다. 중국어 본명은 자오팅(중국어: 赵婷, 병음: Zhào Tíng)이다.
베이징 출신으로 2015년 장편 《내 형제가 가르쳐준 노래》로 데뷔하였고, 2017년 칸 영화제 출품작인 《로데오 카우보이》가 국제예술영화관연맹상을 비롯해 다수의 상을 수상했다. 2020년 영화 《노매드랜드》를 통해 베네치아 영화제 황금사자상을 수상했다. 또한, 제78회 골든 글로브상에서 극영화 작품상과 감독상을 수상하여, 골든 글로브 사상 감독상을 수상한 두 번째 여성이자 첫 번째 아시아 여성이 되었다.

## 작품 목록

### 영화
| 연도 | 제목                    | 원제                        | 역할 | 역할   | 비고 |
| 연도 | 제목                    | 원제                        | 감독 | 각본   | 비고 |
| ---- | ----------------------- | --------------------------- | ---- | ------ | ---- |
| 2015 | 내 형제가 가르쳐준 노래 | Songs My Brothers Taught Me | 예   | 예     | 편집 |
| 2017 | 로데오 카우보이         | The Rider                   | 예   | 예     |      |
| 2020 | 노매드랜드              | Nomadland                   | 예   | 예     |      |
| 2021 | 이터널스                | The Eternals                | 예   | 아니요 |      |
| 미정 | 햄닛                    | Hamnet                      | 예   | 예     |      |